# Tasma
Tasma es una localidad argentina ubicada en el departamento San Alberto de la provincia de Córdoba. Se encuentra 7 km al oeste de la ruta provincial 51, y 35 km al norte de San Pedro, de la cual depende administrativamente.
Dispone de agua potable desde 2009.

## Población
Cuenta con 5 habitantes (Indec, 2010), lo que representa un gran despoblamiento del 89% frente a los 47 habitantes (Indec, 2001) del censo anterior.
| Gráfica de evolución demográfica de Tasma entre 1991 y 2010 |
|                                                             |
| Fuente: Censos nacionales del INDEC                         |